# Brunettia tenuistyla
Brunettia tenuistyla är en tvåvingeart som beskrevs av Quate 1967. Brunettia tenuistyla ingår i släktet Brunettia och familjen fjärilsmyggor. Inga underarter finns listade i Catalogue of Life.